# Nikolaj Grigor'ev
Nikolaj Dmitrievič Grigor'ev, conosciuto anche come Nikolaj Grigorjev (in russo Никола́й Дми́триевич Григо́рьев?; Mosca, 14 agosto 1895 – Mosca, 14 agosto 1938), è stato uno scacchista, compositore di scacchi e arbitro di scacchi russo (dal 1921 sovietico).

## Biografia
Suo padre era un musicista dell'orchestra del teatro Bol'šoj di Mosca. Nel 1917 fu arruolato nell'esercito imperiale russo e fu mandato al fronte, dove fu gravemente ferito e rimandato in patria.
Nel 1924 fu eletto primo segretario della sezione scacchi dei sindacati sovietici. Fu l'arbitro principale di tre grandi tornei internazionali: Mosca 1925, Mosca 1935 e Mosca 1936. 
Nell'ottobre del 1937, mentre era di ritorno dalla Siberia, dove aveva dato lezioni di scacchi, fu arrestato sul treno da agenti della NKVD con l'uso della forza. Gli agenti puntarono ripetutamente al collo dello scacchista provocandogli il soffocamento, perse immediatamente conoscenza, ma fu successivamente rilasciato. Nei mesi successivi un cancro ai polmoni lo costrinse a sottoporsi ad un'operazione chirurgica, ma sembra che l'operazione lo indebolì ulteriormente, portandolo alla morte a Mosca nel 1938. Non è chiara la relazione tra l'interrogatorio dei "commissari del popolo" dell'anno precedente e le precarie condizioni di salute che provocarono la sua dipartita.

## Carriera
Grigor'ev vinse quattro volte il Campionato di Mosca: nel 1921/22, 1922/23, 1924 e 1929. 
Nel 1920 disputò un match con Aleksandr Alechin, che quest'ultimo vinse +2 =5.  Grigorij Levenfiš, analizzando le partite, fece questo commento: «In diverse partite solo un'eccezionale abilità salvò Alekhine dalla sconfitta».
Partecipò ai primi sei campionati sovietici (1920-1929). Il miglior piazzamento ottenuto fu il quinto posto di Mosca 1920, vinto da Alechin, con il buon risultato di +8 –6 =1. I suoi migliori risultati di torneo furono il primo posto nel 3º campionato sindacale del 1928 e il primo posto alla pari con Pëtr Romanovskij nel torneo internazionale di Leningrado.

## Contributo teorico
Grigor'ev è noto soprattutto come compositore di studi di scacchi. Compose 321 studi, soprattutto miniature (con al massimo 7 pezzi, compresi re e pedoni). Sono famosi in particolare molti suoi studi di soli re e pedoni. In italiano è stata pubblicata una delle sue opere da Mursia:
- Finali di scacchi, traduzione di Giorgio Porreca, Milano, Mursia, 1965, ISBN 978-88-425-4748-8.